# Amalia López Cabrera
Pour les articles homonymes, voir Lopez.
Amalia López Cabrera (Almería, 1837 – Madrid, vers 1899) est une photographe espagnole.

## Biographie
Amalia López est une daguerréotypiste et photographe professionnelle, première femme à ouvrir son propre studio photographique en Espagne.
Amalia López est, aux côtés de Josefa Pla Marco, connue comme l'une des premières femmes photographes professionnelles pionnières en Espagne.

## Source
- (en) Cet article est partiellement ou en totalité issu de l’article de Wikipédia en anglais intitulé « Amalia López Cabrera » (voir la liste des auteurs).